# ویندزور تریس (بروکلین)
ویندزور تریس (به انگلیسی: Windsor Terrace) یک منطقهٔ مسکونی در ایالات متحده آمریکا است که در نیویورک واقع شده‌است. ویندزور تریس ۲۰٬۹۸۸ نفر جمعیت دارد.